# Nick Jefferies
Nick Jefferies is een Brits voormalig motorcoureur. Hij is de kleinzoon van Allan Jefferies, de broer van Tony Jefferies en de oom van David Jefferies.

## Carrière

### Enduro en Trial

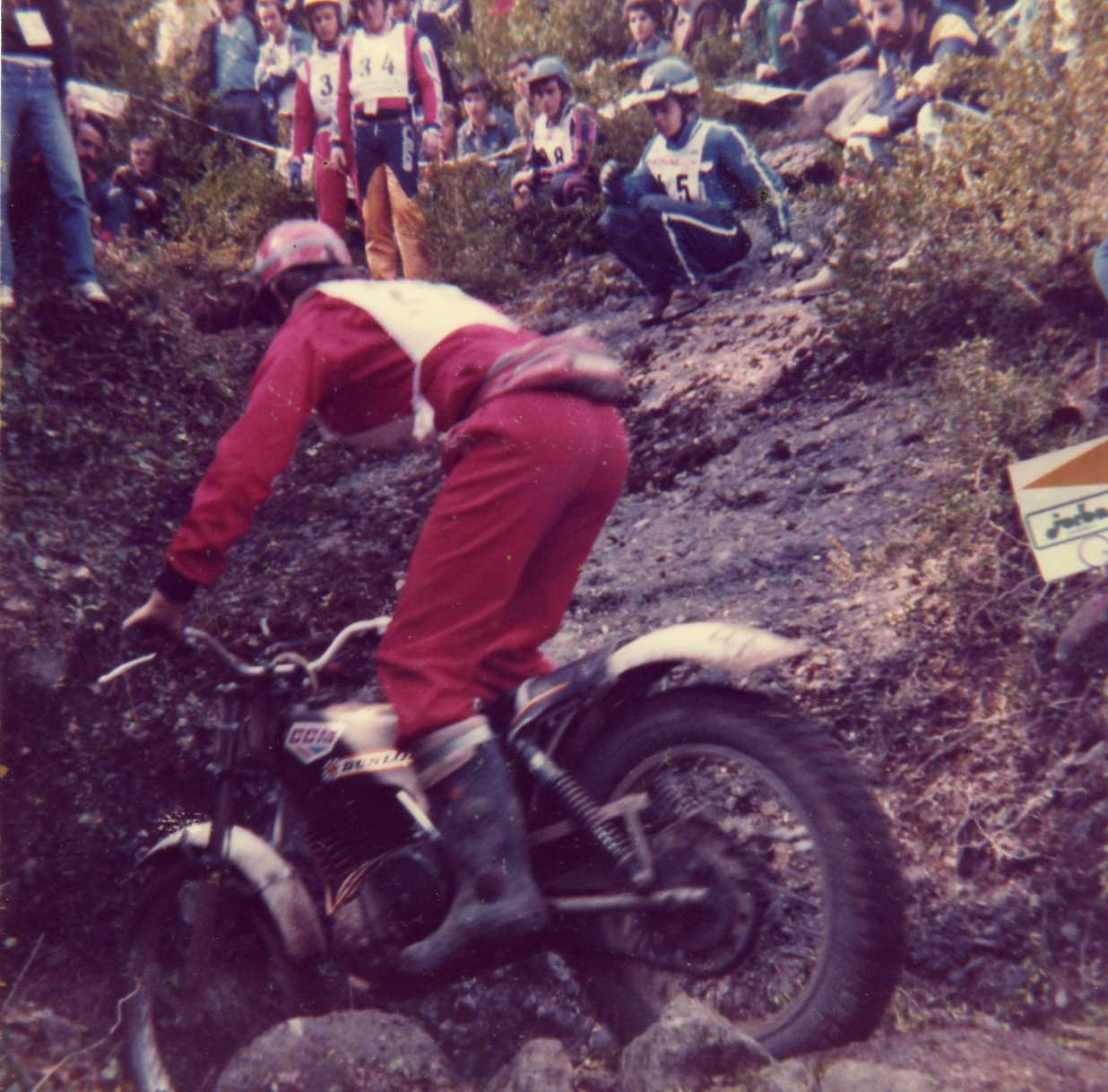
Nick Jefferies met een CCM tijdens de Trial Sant Llorenç van 1978

Nick begon in de 1967 op vijftienjarige leeftijd deel te nemen aan motorsportwedstrijden. In tegenstelling tot zijn broer Tony, die ging racen, volgde Nick het voorbeeld van zijn vader, die zich in de jaren dertig en -veertig vooral gericht had op de terreinsporten. Vader Tony kocht voor hem een Triumph TR20 Tiger Cub Trials in de periode dat Triumph stopte met de productie van trialmotoren. Hij reed dus trials, maar ook motorcrossses en enduro's. Nick behaalde met een 360cc-Jawa een zilveren medaille tijdens de ISDT van 1974 in Camerino (Italië). Trials reed hij als een van de weinine Britten met de Yamaha TY-modellen. In 1975 reed hij in het Britse trialteam van Sammy Miller, die had gekozen voor de Honda TL-modellen. In 1976 won hij de tweedaagse trial van het eiland Man. In 1977 nam hij deel aan het wereldkampioenschap trialrijden samen met toprijder Rob Shepherd. In 1978 trad hij in dienst van CCM als testrijder voor de nieuwe CCM 350T. In de trialsport reed hij ook met Triumph, Montesa, Bultaco en Moto Gori. 

### Wegrace

#### Manx Grand Prix en Isle of Man TT

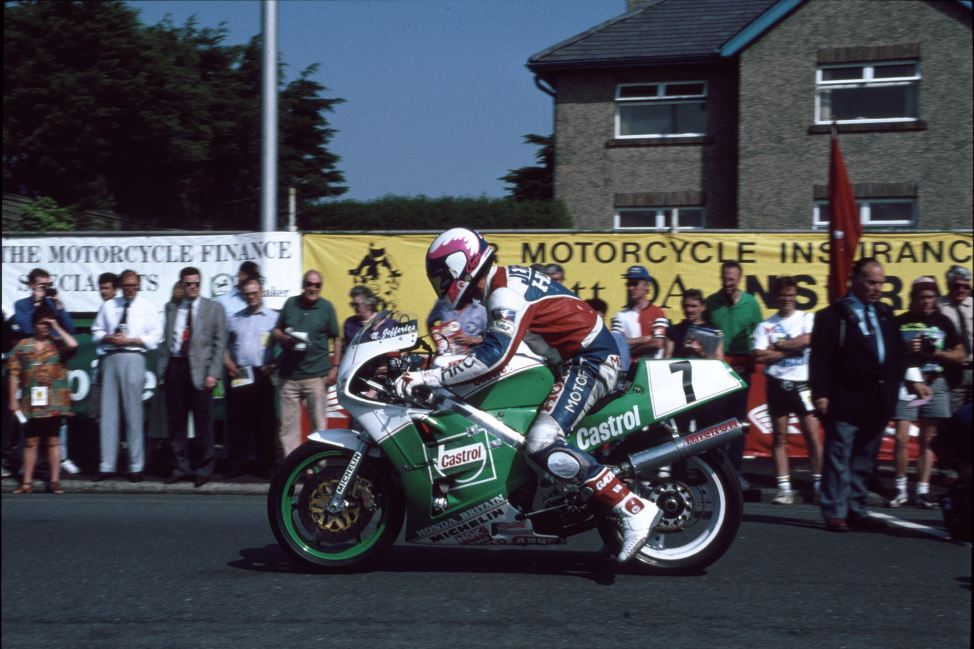
Nick Jefferies bij de start van de Formula One TT van 1992

(De Manx Grand Prix en de Isle of Man TT worden beide op verreden op de 60km-lange Snaefell Mountain Course op het eiland Man. Ze duren allebei twee weken en kennen verschillende raceklassen. De MGP wordt meer als de "amateurversie" beschouwd, de IOMTT is voor de meer gerenommeerde coureurs. Goed presteren in de MGP kan tot een startplaats in de IOMTT leiden. In 1975, toen Nick Jefferies zijn racecarrière begon, telden de Senior TT (500 cc), de Junior TT (350 cc) en de Lightweight 250 cc TT officieel nog mee voor het wereldkampioenschap wegrace, maar de echte topcoureurs boycotten de TT al jaren vanwege de vele gevaren.)
Nick Jefferies startte in de Production 1000 TT van 1975. Deze race was opengesteld voor amateurs omdat er met min of meer normale productie-motorfietsen werd gereden. Drie klassen reden tegelijk: de Production 250 TT, de Production 500 TT en de Production 1000 TT. Er was ook maar één klassement. De twee zwaarste klassen reden 10 ronden (600 km) en de 250cc-klasse 9 ronden (540 km). Daarom werd er met twee rijders per motorfiets gestart. Nick Jefferies reed samen met Dick Pipes op een door Paul Dunstall aangepaste Norton Commando 750 Fastback Mk IV. Ze eindigden als 45e in de eindstand. Hierna reed Nick jarenlang in de Manx Grand Prix, eerst alleen met een Yamaha TZ 250, vanaf 1976 ook met een Yamaha TZ 350. Met die machine kon hij in de 350cc-Junior Race starten, maar met licht opgeboorde cilinders en iets grotere zuigers ook in de 500cc-Senior Race. Dat was in die tijd heel gebruikelijk. Er waren weliswaar 500cc-productieracers te koop (de Yamaha TZ 500 en de Suzuki RG 500), maar die waren zo duur dat zelfs in het 500cc-wereldkampioenschap met opgeboorde Yamaha TZ 350's werd gereden. Nick haalde zijn eerste podiumplaats in de Senior Race van 1977, waarin hij derde werd. In 1980 werd hij derde in de Junior Race en in 1982 werd hij zowel in de Junior- als de Senior Race derde. Nu kreeg hij sponsoring van broer Tony, die de motorzaak van de familie leidde. Het was genoeg om een Suzuki RG 500 aan te schaffen waarmee de overstap naar de Isle of Man TT mogelijk moest zijn. Dat lukte: Nick won de Senior Race van 1983 en promoveerde naar de TT. Tijdens de Production 751-1500 cc TT van 1985 startte hij met een BMW K 100 RS, een logische keuze omdat het familiebedrijf Allan Jefferies uitsluitend vertegenwoordiger van BMW Motorrad was. De machine was met zijn 90 pk geen partij voor de 120+pk-sterke Japanse machines, maar Nick werd toch nog zevende. Het duurde lang eer hij weer op het podium stond. Pas in de Formula One TT van 1988 werd hij achter Joey Dunlop tweede, maar hij won ook de Superstockrace van de Ulster Grand Prix. De TT van 1989 was erg succesvol voor Nick: hij werd derde in de Formula One TT, tweede in de Production 1300 TT en tweede in de Senior TT. Tijdens de Senior TT van 1990 viel hij hard bij Creg Willey's Hill waarbij hij een schouder en een enkel brak. 
Nadat hij in de Formula One TT van 1996 tweede was geworden, trad Nick Jefferies in de Junior TT voor het eerst aan tegen zijn debuterende neef David, allebei op Honda CBR 600 RR's. Nick werd 8e, David 16e. In de Production TT traden ze allebei aan met een Honda CBR 900 RR Fireblade. Nu werd Nick 7e en David 10e. In de Senior TT werd Nick 4e, David 16e. In 1997 sloegen beiden de Isle of Man TT over en in 1998 maakte Nick bekend dat hij zijn racecarrière zou beëindigen. Hij had zelfs al een Montesa-trialmotor gekocht om naar deze rustige tak van motorsport terug te keren. Hij startte nog wel in de Formula One TT en begon te racen met klassieke motoren. Hij keerde terug naar de Manx Grand Prix, waar hij in de Classic Senior Race met een door Ray Petty getunede 500cc-Norton 30M Manx. Toch reed hij in 1999 weer een flink TT-programma met niet minder dan vijf races in een week. Chesterfield Motor Cycles (CMC) koppelde hem voor de Production TT zelfs aan neef David. Die begon in dit jaar aan een grote reeks overwinningen, drie van de vier waarin hij in dit jaar startte. Nick was intussen 47 jaar oud en zou geen hoge ogen meer gooien. In 2002 reed hij weer een aantal races in de TT en daarna volgde een lange pauze. Op 61-jarige leeftijd begon hij toch weer te racen, maar hij richtte zich nu bijna volledig op de Classic-races met een oude Honda RC 30 en zijn Norton Manx. In 2017 beëindigde hij zijn carrière definitief. 

## Snaefell Mountain Course resultaten
| Evenement  | Klasse                                         | Motorfiets                       | Plaats |                                                                 | Winnaar |
| ---------- | ---------------------------------------------- | -------------------------------- | ------ | --------------------------------------------------------------- | ------- |
| IOMTT 1975 | Production 1000 TT (samen met Dick Pipes)      | Dunstall-Norton Commando         | 45e    | Dave Croxford/ Alex George, Triumph T150 Trident (Slippery Sam) |         |
| MGP 1975   | Lightweight Race                               | Yamaha TZ 250                    | 6e     | Alan Jackson, Lambert-Yamaha TZ 250                             |         |
| MGP 1976   | Lightweight Race                               | Yamaha TZ 250                    | 13e    | Danny Shimmin, Harrisson-Yamaha TZ 250                          |         |
| MGP 1976   | Senior Race                                    | Yamaha                           | DNF    | Les Trotter, Crooks-Yamaha                                      |         |
| MGP 1977   | Lightweight Race                               | Yamaha TZ 250                    | 16e    | Dave Hickman, Maxton-Yamaha TZ 250                              |         |
| MGP 1977   | Senior Race                                    | Yamaha                           | 3e     | Stephen Davies, Yamaha                                          |         |
| MGP 1978   | Senior Race                                    | Yamaha                           | DNF    | George Linder, Yamaha                                           |         |
| MGP 1978   | Junior Race                                    | Yamaha TZ 350                    | DNF    | Steve Ward, Padgett's-Yamaha TZ 350                             |         |
| MGP 1979   | Junior Race                                    | Yamaha TZ 350                    | 8e     | Clive Watts, Cowles-Yamaha TZ 350                               |         |
| MGP 1979   | Senior Race                                    | Yamaha                           | DNF    | Clive Watts, Lambert-Yamaha                                     |         |
| MGP 1980   | Junior Race                                    | Yamaha TZ 350                    | 3e     | Mike Kneen, Yamaha TZ 350                                       |         |
| MGP 1980   | Senior Race                                    | Yamaha                           | 4e     | Geoff Johnson, Yamaha                                           |         |
| MGP 1981   | Junior Race                                    | Yamaha TZ 350                    | DNF    | Dave Broadhead, Yamaha TZ 350                                   |         |
| MGP 1981   | Senior Race                                    | Yamaha                           | DNF    | Dave East, Suzuki                                               |         |
| MGP 1982   | Junior Race                                    | Yamaha TZ 350                    | 3e     | Andy Cooper, Yamaha TZ 350                                      |         |
| MGP 1982   | Senior Race                                    | Yamaha                           | 3e     | Gordon Farmer, Suzuki                                           |         |
| MGP 1983   | Junior Race                                    | Yamaha TZ 350                    | DNF    | Chris Fargher, Yamaha TZ 350                                    |         |
| MGP 1983   | Senior Race                                    | Allan Jefferies-Suzuki RG 500    | 1e     | Nick Jefferies, Suzuki RG 500                                   |         |
| IOMTT 1984 | Historic 500 cc TT                             | Norton 30M Manx                  | 6e     | Dave Roper, Matchless G50                                       |         |
| IOMTT 1984 | Classic TT                                     | Suzuki RG 500                    | 7e     | Rob McElnea, Heron-Suzuki RG 500                                |         |
| IOMTT 1984 | Production 751-1500 cc TT                      | BMW K 100 RS                     | 8e     | Geoff Johnson, Kawasaki GPz 900 R                               |         |
| IOMTT 1984 | Senior TT                                      | Suzuki RG 500                    | 9e     | Rob McElnea, Heron-Suzuki RG 500                                |         |
| IOMTT 1985 | Formula One TT                                 | Yamaha FZ 750                    | 31e    | Joey Dunlop, Rothmans-HRC-Honda RC 45-UK                        |         |
| IOMTT 1985 | Formula Two TT                                 | Yamaha FZ 600                    | 10e    | Tony Rutter, Ducati 600 TT2                                     |         |
| IOMTT 1985 | Production 751-1500 cc TT                      | BMW K 100 RS                     | 7e     | Geoff Johnson, Honda VF 1000 F                                  |         |
| IOMTT 1985 | Senior TT                                      | Suzuki RG 500                    | 11e    | Joey Dunlop, Rothmans-HRC-Honda RC 45-UK                        |         |
| IOMTT 1986 | Formula One TT                                 | Suzuki GSX-R 1100                | 31e    | Joey Dunlop, Rothmans-HRC-Honda RC 45                           |         |
| IOMTT 1986 | Production Class B TT                          | Suzuki GSX-R 750                 | 10e    | Phil Mellor, Suzuki GSX-R 750                                   |         |
| IOMTT 1986 | Production Class A TT                          | Suzuki GSX-R 1100                | 4e     | Trevor Nation, Suzuki GSX-R 1100                                |         |
| IOMTT 1986 | Senior TT                                      | Suzuki GSX-R 750                 | 11e    | Roger Burnett, Rothmans-HRC-Honda RC 45                         |         |
| IOMTT 1987 | Formula One TT                                 | Honda RC 30                      | 6e     | Joey Dunlop, Rothmans-HRC-Honda RC 45                           |         |
| IOMTT 1987 | Production Class B TT                          | Honda RC 30                      | 6e     | Geoff Johnson, Loctite-Yamaha FZR 750 R                         |         |
| IOMTT 1987 | Senior TT                                      | Honda RC 30                      | 5e     | Joey Dunlop, Shell-Gemini-Honda RC 30                           |         |
| IOMTT 1988 | Formula One TT                                 | Honda RC 30                      | 2e     | Joey Dunlop, Shell-Gemini-Honda RC 30                           |         |
| IOMTT 1988 | Production Class B TT                          | Honda RC 30                      | 6e     | Steve Hislop, Honda RC 30                                       |         |
| IOMTT 1988 | Production Class A TT                          | Honda VFR 1000 R                 | 6e     | Dave Leach, Padgett's-Yamaha FZR 1000 Exup                      |         |
| IOMTT 1988 | Production Class C TT                          | Honda CBR 600 F                  | 10e    | Brian Morrison, Honda CBR 600 F                                 |         |
| IOMTT 1988 | Senior TT                                      | Honda RC 30                      | DNF    | Joey Dunlop, Shell-Gemini-Honda RC 30                           |         |
| IOMTT 1989 | Formula One TT                                 | Yamaha FZR 750 R                 | 3e     | Steve Hislop, HRC-Honda RC 30                                   |         |
| IOMTT 1989 | Supersport 600 TT                              | Yamaha FZR 600                   | 6e     | Steve Hislop, Honda CBR 600 F                                   |         |
| IOMTT 1989 | Production 750 TT                              | Honda RC 30                      | 4e     | Carl Fogarty, Honda CBR 600 F                                   |         |
| IOMTT 1989 | Production 1300 TT                             | Yamaha FZR 1000 Exup             | 2e     | Dave Leach, Yamaha FZR 1000 Exup                                |         |
| IOMTT 1989 | Senior TT                                      | Yamaha FZR 750 R                 | 2e     | Steve Hislop, HRC-Honda RC 30                                   |         |
| IOMTT 1990 | Formula One TT                                 | Loctite-Yamaha FZR 750 R         | 2e     | Carl Fogarty, Silkolene-Honda RC 30                             |         |
| IOMTT 1990 | Supersport 600 TT                              | Loctite-Yamaha FZR 600           | DNF    | Brian Reid, Yamaha FZR 600                                      |         |
| IOMTT 1990 | Supersport 400 TT                              | Loctite-Yamaha FZR 400 RR Exup   | 4e     | Dave Leach, Yamaha FZR 400 RR Exup                              |         |
| IOMTT 1990 | Senior TT                                      | Loctite-Yamaha FZR 750 R         | DNF    | Carl Fogarty, Silkolene-Honda RC 30                             |         |
| IOMTT 1991 | Formula One TT                                 | Honda RC 30                      | 7e     | Steve Hislop, Silkolene-Honda RC 30                             |         |
| IOMTT 1991 | Supersport 600 TT                              | Honda CBR 600 F2                 | 18e    | Steve Hislop, Silkolene-Honda CBR 600 F2                        |         |
| IOMTT 1991 | Supersport 400 TT                              | Honda CBR 400 RR                 | 8e     | Dave Leach, Yamaha FZR 400 RR Exup                              |         |
| IOMTT 1991 | Senior TT                                      | Honda RC 30                      | 5e     | Steve Hislop, Silkolene-Honda RC 30                             |         |
| IOMTT 1992 | Formula One TT                                 | Honda RC 30                      | 4e     | Phillip McCallen, Honda RC 30                                   |         |
| IOMTT 1992 | Supersport 600 TT                              | Honda CBR 600 F2                 | 4e     | Phillip McCallen, Honda CBR 600 F2                              |         |
| IOMTT 1992 | Supersport 400 TT                              | Honda CBR 400 RR                 | 4e     | Brian Reid, Yamaha FZR 400 RR Exup                              |         |
| IOMTT 1992 | Senior TT                                      | Honda RC 30                      | 4e     | Steve Hislop, Norton RCW 588                                    |         |
| IOMTT 1993 | Formula One TT                                 | Castrol-Honda RC 30              | 1e     | Nick Jefferies Castrol-Honda RC 30                              |         |
| IOMTT 1993 | Supersport 600 TT                              | Dunlop-Honda CBR 600 F2          | 6e     | Jim Moodie, Honda CBR 600 F2                                    |         |
| IOMTT 1993 | Senior TT                                      | Castrol-Honda RC 30              | 2e     | Phillip McCallen, Castrol-Honda RC 30                           |         |
| IOMTT 1993 | Supersport 400 TT                              | Castrol-Honda CBR 400 RR         | 6e     | Jim Moodie, Yamaha FZR 400 RR Exup                              |         |
| IOMTT 1994 | Formula One TT                                 | Britten                          | DNF    | Steve Hislop, Castrol-Honda RC 30                               |         |
| IOMTT 1994 | Supersport 600 TT                              | Harris-Honda CBR 600 RR          | 6e     | Iain Duffus, Duckhams-Yamaha FZR 400 RR Exup SP                 |         |
| IOMTT 1994 | Senior TT                                      | Britten                          | DNF    | Steve Hislop, Castrol-Honda RC 30                               |         |
| IOMTT 1995 | Formula One TT                                 | Castrol-Honda RC 45              | 4e     | Phillip McCallen, Castrol-Honda RC 45                           |         |
| IOMTT 1995 | Singles TT                                     | Onbekend                         | DNF    | Robert Holden, Ducati Supermono                                 |         |
| IOMTT 1995 | Junior TT                                      | Castrol-Honda CBR 600 RR         | 2e     | Iain Duffus, V&M-Duckhams-Honda CBR 600 RR                      |         |
| IOMTT 1995 | Senior TT                                      | Castrol-Honda RC 45              | 4e     | Joey Dunlop, Castrol-Honda RC 45                                |         |
| IOMTT 1996 | Formula One TT                                 | Honda Britain RC 45              | 2e     | Phillip McCallen, Honda Britain RC 45                           |         |
| IOMTT 1996 | Junior TT                                      | Honda CBR 600 RR                 | 8e     | Phillip McCallen, Honda CBR 600 RR                              |         |
| IOMTT 1996 | Production TT                                  | Honda CBR 900 RR Fireblade       | 7e     | Phillip McCallen, Honda CBR 900 RR Fireblade                    |         |
| IOMTT 1996 | Senior TT                                      | Honda Britain RC 45              | 3e     | Phillip McCallen, Honda Britain RC 45                           |         |
| IOMTT 1998 | Formula One TT                                 | Honda RC 45                      | DNF    | Ian Simpson, Honda Britain RC 45                                |         |
| MGP 1998   | Classic Senior Race                            | Petty-Norton 30M Manx            | 13e    | Bob Heath, Seeley-G50                                           |         |
| IOMTT 1999 | Formula One TT                                 | JSB Bullock-Kawasaki ZX-7R Ninja | 9e     | David Jefferies, V&M-Yamaha YZF-R1                              |         |
| IOMTT 1999 | Production TT                                  | CMC-Yamaha YZF-R1                | 8e     | David Jefferies, CMC-Yamaha YZF-R1                              |         |
| IOMTT 1999 | Senior TT                                      | JSB Bullock-Kawasaki ZX-7R Ninja | 9e     | David Jefferies, V&M-Yamaha YZF-R1                              |         |
| IOMTT 1999 | Lightweight 400 TT                             | Yamaha FZR 400 RR Exup SP        | 3e     | Paul Williams, Shand-Honda CBR 400 RR                           |         |
| MGP 1999   | Classic Senior Race                            | Petty-Norton 30M Manx            | 2e     | Bill Swallow, Petty-Norton 30M Manx                             |         |
| IOMTT 2002 | Duke Formula One TT                            | Ashton-Suzuki GSX-R 1000         | DNF    | David Jefferies, TAS-Suzuki GSX-R 1000                          |         |
| IOMTT 2002 | Lightweight 400 TT                             | Honda CBR 400 RR                 | DNF    | Richard Quale, Honda CBR 400 RR                                 |         |
| IOMTT 2002 | Scottish Life International Production 1000 TT | Smith-Triumph Daytona 955 i      | 25e    | David Jefferies, TAS-Suzuki GSX-R 1000                          |         |
| IOMTT 2002 | Junior 600/250 cc TT                           | Bullock-Suzuki GSX-R 600         | 11e    | Jim Moodie, V&M-Yamaha YZF-R6                                   |         |
| IOMTT 2002 | Standard Bank Offshore Senior TT               | Ashton-Suzuki GSX-R 1000         | 13e    | David Jefferies, TAS-Suzuki GSX-R 1000                          |         |
| IOMTT 2013 | Motorsport Merchandise Formula One Classic TT  | Honda RC 30 1989                 | 12e    | Michael Dunlop, Suzuki XR 69 1982                               |         |
| MGP 2013   | Super Twin Race                                | Kawasaki ER-6                    | 10e    | Michael Russell Kawasaki ER-6                                   |         |
| IOMTT 2014 | Formula One Classic TT                         | Honda RC 30 1989                 | 12e    | Bruce Anstey, Yamaha YZR 750 R                                  |         |
| MGP 2014   | Super Twin Race                                | Kawasaki ER-6                    | 7e     | James Neesom, Kawasaki ER-6                                     |         |
| IOMTT 2015 | 500 cc Classic TT                              | Norton 30M Manx                  | DNF    | Dean Harrison, MV Agusta 500 3C                                 |         |
| IOMTT 2015 | 350 cc Classic TT                              | Goathland Garage Norton 40M Manx | 11e    | Michael Rutter, Honda CB 350                                    |         |
| IOMTT 2015 | Formula One Classic TT                         | Suzuki                           | 17e    | Michael Dunlop, Suzuki GSX-R 750 1986                           |         |
| MGP 2015   | Super Twin Race                                | Kawasaki ER-6                    | 3e     | Rob Hodson, Kawasaki ER-6                                       |         |
| IOMTT 2016 | Bennets Senior Classic TT                      | Norton 30M Manx                  | 12e    | John McGuinness, Paton                                          |         |
| IOMTT 2016 | Okells Brewery Junior Classic TT               | Norton 40M Manx                  | 17e    | Michael Dunlop, MV Agusta                                       |         |
| IOMTT 2016 | Motorsport Merchandise Formula One Classic TT  | Honda RC 30 1990                 | 18e    | Michael Dunlop, Suzuki XR 69 1982                               |         |
| MGP 2016   | MGP Supporters Club Supertwin MGP              | Kawasaki ER-6                    | 9e     | Jamie Hodson, Kawasaki ER-6                                     |         |
| IOMTT 2017 | Bennets Senior Classic TT                      | Norton 30M Manx                  | 13e    | Josh Brookes, Paton                                             |         |
| IOMTT 2017 | Junior Classic TT                              | Honda CB 350                     | 16e    | Michael Rutter, Drixton-Honda CB 350 K4 1972                    |         |
| MGP 2017   | Lightweight Manx Grand Prix                    | Kawasaki ER-6                    | 5e     | Darren Cooper, Kawasaki ER-6                                    |         |